# Vittoria Piani
Vittoria Alice Piani (Milano, 12 febbraio 1998) è una pallavolista italiana, opposto del Bergamo 1991.

## Carriera

### Club
La carriera di Vittoria Piani inizia nel 2012 nelle giovanili dell'Amatori Orago: nella stagione successiva viene promossa in prima squadra, in Serie B1. Nella stagione 2014-15 entra nel Club Italia, in Serie A2: resta legata alla squadra federale anche nelle due annate successiva quando disputa la Serie A1.
Nella stagione 2017-18 viene ingaggiata dall'UYBA, sempre in Serie A1, con cui conquista la Coppa CEV 2018-19. Nell'annata 2019-20 torna a disputare il campionato cadetto, vestendo la maglia della Trentino Rosa aggiudicandosi la Coppa Italia di Serie A2, dove viene premiata anche come MVP: con la stessa squadra, ripescata in massima serie per la stagione 2020-21, gioca per un biennio anche in Serie A1.
Nell'annata 2022-23, invece, si trasferisce alla Megavolley, mentre nell'annata seguente indossa la casacca dell'Imoco e vince la Supercoppa italiana, la Coppa Italia, lo scudetto e la Champions League.
Per il campionato 2024-25 si accasa al Bergamo 1991, sempre in Serie A1.

### Nazionale
Viene convocata nelle nazionali giovanili italiane, vincendo con quella under 18 la medaglia d'oro al campionato mondiale 2015.

## Palmarès

### Club
- Campionato italiano: 1

2023-24
- Coppa Italia: 1

2023-24
- Supercoppa italiana: 1

2023
- Coppa Italia di Serie A2: 1

2019-20
- Champions League: 1

2023-24
- Coppa CEV: 1

2018-19

### Nazionale (competizioni minori)
- Campionato mondiale under 18 2015

### Premi individuali
- 2020 - Coppa Italia di Serie A2: MVP